# Злоступ (тврђава)
Злоступ је тврђава у Србији чији се остаци налазе код села Тубићи изнад реке Скрапеж, око 4 km јужно од Косјерића. Данас је добрим делом разрушена, али се на основу видних остатака може грубо реконструисати изглед некада велике тврђаве. Бедеми ојачани са пет кула, три ка истоку и две ка западу, формирали су облик неправилног четвороугла, док се у њему, на падини која се спушта ка реци налазе још два бедема, постављена паралелно са северним бедемом.
У локалном народу се рушевине једне грађевине јужно од рушевина тврђаве идентификују са црквом, док се на простору истог места налазе три некрополе. Са друге стране реке у местима Осаћани (античка) и Вране (средњовековна) и јужно од тврђаве на Црнокоси (средњовековна).